# José María de Acosta
José María de Acosta y Tovar (Almería, 1881-Paracuellos de Jarama, 1936) fue un escritor español.

## Biografía
Nació el 16 de mayo de 1881 en Almería. Capitán de ingenieros, fue jefe de la estación radiotelegráfica militar de Carabanchel. Se dio a conocer a comienzos de la década de 1920 como novelista. En opinión de Julio Cejador y Frauca, «pinta la vida real española vivamente, con algunos rasgos satíricos y humorísticos, castizo lenguaje y gran respeto a la moral, aunque sin gazmoñerías». Entre sus obras se encontraron títulos como Amor loco y amor cuerdo (Madrid, 1920), Entre faldas anda el juego (1921), Al cabo de los años mil (1922), La venda de Cupido (1922), Querubín, Las pequeñas causas, La Saturna y Niñerías. Habría fallecido el 8 de noviembre de 1936 en Paracuellos de Jarama.